# Ласло Хонті
Ласло Хонті (László Honti; нар. 27 серпня 1943, Ленгелтоті) — угорський фіно-угрознавець, член Угорської академії наук.
Ласло Хонті розпочав навчання в університеті Етвеша Лорана в Будапешті в 1963 році і провів навчальний 1966/1967 рік стипендіатом у Фінляндії в університетах Турку та Гельсінкі. У 1970 докторував у Будапешті з дисертацією на тему мансіки. З 1980 по 1988 рік очолював дослідницьку групу з уральських мов при Угорській академії наук. У 1988 його призначили професором фіно-угорських досліджень в Університеті Гронінгена, а в 1997 він переїхав в університет Удіне, де залишався активним до 2008 року. Потім його запросили до приватного університету Каролі Гаспара Реформатської церкви в Будапешті.
Хонті є членом численних наукових організацій, а з 2012 року є президентом Товариства Урало-Алтаїки.